# Kaymakçı, Ödemiş
Kaymakçı là một thị trấn thuộc huyện Ödemiş, tỉnh İzmir, Thổ Nhĩ Kỳ. Dân số thời điểm năm 2010 là 4.486 người.